# جوزيف جون هولمز
جوزيف جون هولمز (بالإنجليزية: Joseph John Holmes)‏ هو سياسي أسترالي، ولد في 24 مايو 1866 في ماندوراه في أستراليا، وتوفي في 25 أبريل 1942 في برث في أستراليا. انتخب عضو الجمعية التشريعية لأستراليا الغربية.